# Волфрам фон Ешенбах
Волфрам фон Ешенбах (између 1160/80 у Франачкој - вероватно Волфрамс- Ешенбах око 1220) био је немачки песник и витез Обележио је немачку средњовековну литературу  са више епских дела . Такође, као минезенгер стварао је лирске песме. Роман у стиху Парцивал важи за његово најпознатије дело.

## Живот
О Волфрамовом животу се мало зна. Не постоје историјски документи који га спомињу, а његова дела су једини извор доказа. У Парцивалу говори „ми Баварци“(нема."Wir Beier") дијалект његових дела је источнофранaчки. Сматрао је да је његово порекло витешко.(Парцивал,115,11 и 337,30) и баварско, из чега можемо закључити да је место његовог порекла у тадашњем баварском Нордгау-у . Овај и низ географских података резултирали су да данашњи Волфрамс-Eшенбах,(све до 1917. Оберешенбах, близу Ансбаха у Баварској) буде званично одређен као његово родно место. Међутим, постоје још најмање четири места која се зову Ешенбах у Баварској, а Волфрамс-Ешенбах није био део војводства Баварске у Волфрамово време.
Познато је да је у животу служио на бројним дворовима. Био у контакту са Грофом фон Вертхајмом и грофом Херманом I Турингијским.

## Запис о Парцивалу
Волфрам је данас најпознатији по свом Парцивалу, који се сматра једним од највећих немачких епова из тог времена. Засновано на  'Перцевал-у,”који је написао Крејтен де Троа, то је прво постојеће дело на немачком језику које је за тему имало Свети грал (у Волфрамовој интерпретацији драго камење). Волфрамов приповедач у песми изражава презир према Крејтеновој (недовршеној) верзији приче и наводи да му је извор песник из Провансе по имену Киот.
Волфрамова референца у Парзивалу Min herre der grave von Wertheim основа је за претпоставку да је роман са стихом написао делимично у име поменутог грофа. Запис, који jе највероватније настао између 1200. и 1210. године, написан је током владавине грофа Попа II из Вертхајма.
Ешенбах је аутор још два приповедачка дела: фрагментарног Титурела и недовршеног Вилехалма. Обa су настала након Парзивала, а Титурел спомиње смрт Хермана I, што значи да подаци датирају након 1217. године. Титурел се састоји од два фрагмента која причају причу о Шонатуландеру и Сигунеу (љубавницима који су већ били приказани у Парцивалу). Први фрагмент говори о рађању љубави између главних ликова. Други фрагмент је сасвим другачији. Шионатуландер и Сигуне су сами у шуми, када њихов мир изненада наруши мистериозни пас, на чијем се поводцу налази прича написана у рубинима. Сигуне је нестрпљив да прочита причу, али пас бежи. Шионатуландер креће у потрагу за њим, али, као што већ знамо из Парцивала, у том покушају умире.
Вилехалм, недовршена песма настала на основу старофраначке јуначке песме, била је значајно дело, а сачувано је у 78 рукописа. Представљена је као позадина верских ратова између хришћана и Сарацена. Истоимени јунак Вилехалм киднапује сараценску принцезу, преобраћа је у хришћанство и жени се њом. Сараценски краљ подиже војску да спаси своју ћерку. Песма има многа препознатљива обележја средњовековне књижевности: победа хришћана над много већом сараценском војском, дирљива смрт младог витеза Вивиана, Вилехалмовог нећака и дела огледала витешке храбрости и духовне чистоће.

### Лирска поезија
Волфрамових девет преживелих песама, од којих пет спада у јутарње песме сматрају се ремек-делима Минесанга. Јутарње песме препричавају причу о витезу који проводи ноћ са вољеном дамом, али у зору мора неопажено да измакне. Углавном је дама та која витеза пробуди ујутро, али понекад ову мисију обави стражар. Ниједна мелодија није преживела. За њега су и даље повезане две мелодије, Шварцер тон приписан Волфраму у рукопису из 14. века, и фрагментарни и недовршени еп Титурел (после 1217. године) са сложеном четвороредном формом строфе која се често користила у каснијим песмама.

## Знање и образовање
Није тачно одређено коликим је знањем располагао Ешенбах. Волфрам у свом Парцивалу наводи да је неписмен. Међутим, ова изјава никада није званично потврђена.У Чаробној планини Томаса Мана забележено је да „највећи песник средњег века Волфрам фон Ешенбах није могао ни да чита, ни да пише“, а Католичка енциклопедија примећује: „Волфрам у свом Парцивалу изричито говори да је неписмен. Записане су усмене верзије његових песама. Његово знање било је богато, али не конкретно. Знао је француски али не савршено; користио га је за своје властите потребе и често је имао проблеме при разумевању француских речи и израза."  Неспорно је да је имао широко знање о латинској просветној традицији. Његов рад је прожет знањем из свих области (природна историја, географија, медицина 
и астрономија ) и теолошким размишљањима.

## Утицај
Оно што указује на огромну популапност Парцивала у наредна два века јесу 84 сачувана рукописа Ешенбаховог главног дела. Вилехалм, са 78 рукописа, не заостаје много. Многе од њих укључују наставак који је 1240-их написао Улрих фон Турхајм под насловом Реневарт. Недовршени Титурел заузео је и проширио око 1272. године песник по имену Албрехт, за кога се генерално претпоставља да је Албрехт фон Шарфенберг и који усваја наративну личност Волфрама. Ово дело се назива Млађа Титурел ( нема. Јüngere Titurel )
Преводо швајцарског научника Јохана Јакоба Бодмера 1753 допринео је савременом открићу Волфрама. Парцивал је био главни извор који је Рихард Вагнер користио приликом писања либрета у својој опери Парсифал. Сам Волфрам се појављује као лик у другој Вагнеровој опери, Танхојзер